# The Wiggles
The Wiggles est un groupe australien de musique pour enfants formé à Sydney en 1991.

## Historique

### Genèse
À la fin des années 1980, Anthony Field, ses frères John et Paul, ainsi que Jeff Fatt, forment le groupe rock The Cockroaches (en). Leurs deux albums se classent dans le top 10 des ventes de disques en Australie. Les Cockroaches accompagnent Mental As Anything (en) en tournée.

### Carrière musicale
Anthony Field entre à l'Institute of Early Childhood de l'université Macquarie. Il y rencontre Murray Cook et Greg Page, deux anciens musiciens qui étudient eux aussi pour devenir instituteur. Anthony Field réécrit des chansons de son ancien groupe pour les adapter à un public enfantin. En 1991, il réalise un album de musique pour enfants avec Cook, Page et l'ancien Cockroach Jeff Fatt. Le nom du groupe est tiré de la chanson Get Ready to Wiggle. Les Wiggles tournent dans les centres commerciaux pour promouvoir leur disque. Ils sont accompagnés par des acteurs en costume interprétant le dinosaure Dorothy et le pirate Captain Feathersword,. Le groupe accroît sa notoriété grâce à son passage dans Midday (en), une émission de mi-journée populaire en Australie.
En 1998, les Wiggles produisent treize épisodes d'un show télévisé, diffusé par le Disney Channel australien et Channel 7. À partir de 2002, leur émission est diffusée sur Disney Channel aux États-Unis.
À la fin des années 1990, les Wiggles se font connaître aux États-Unis grâce à Lyrick Studios (en), producteurs de l'émission télévisée pour enfants Barney, qui leur permet de jouer durant l'entracte des spectacles Barney’s Musical Castle. Les DVD des Wiggles rencontrent le succès sur Amazon.com et sont distribués par la chaîne de magasins Walmart. Le groupe se produit durant six semaines au parc d'attractions SeaWorld Orlando.
En 2000, les Wiggles font paraître l'album et le DVD It's a Wiggly Wiggly World !. Ils y interprètent notamment une chanson traditionnelle des indigènes du détroit de Torrès, Taba naba, une chanson enfantine accompagnée d'une danse assise, qu'ils chantent en compagnie de Christine Anu, chanteuse pop australienne descendant de ce peuple.
Au cours des années 2000, les Wiggles tournent durant 200 jours par an en moyenne et donnent deux concerts par jour. En 2003, ils donnent douze représentations à guichets fermés au Madison Square Garden de New York, améliorant le record jusqu'alors détenu par Bruce Springsteen. En 2006, Greg Page se retire du groupe pour raisons de santé et est remplacé par Sam Moran. Il effectue son retour en 2012. Quatre mois plus tard, les Wiggles annoncent le départ de Murray Cook, Jeff Fatt et Greg Page, qui sont remplacés par les nouveaux membres Lachlan Gillespie, Simon Pryce et Emma Watkins. Les membres fondateurs effectuent une tournée d'adieu. Ils continuent de travailler pour le groupe dans les coulisses.
Les Wiggles ont vendu plus de 30 millions de CD et DVD au cours de leur carrière. 21 de leurs disques ont été certifiés « disque d'or ».

## Produits dérivés
De nombreux articles à leur effigie, notamment des vêtements pour enfants et des livres à colorier, ont été produits. Des sections à leur nom destinées aux jeunes enfants sont ouvertes dans des parcs d'attractions, comme le Wiggles World (en) ouvert en 2005 au sein du parc australien Dreamworld.

## Récompenses
En 2005, les Wiggles sont récompensés par le gouvernement australien, qui leur remet le prix de l'exportateur de l'année (Exporter Of the Year award). Le groupe a remporté dix Australian Recording Industry Association Music Awards au cours de sa carrière. En 2011, ils sont introduits à l'ARIA Hall of Fame.